# Robert Herman Flock
Robert Herman Flock Bever (n. Sparta, Wisconsin, Estados Unidos, 4 de noviembre de 1956) es un obispo católico, misionero artista, profesor, psicólogo y teólogo estadounidense.
Estudió en el Edgewood College de Madison desde 1974 a 1976 y seguidamente hasta 1978 en el Seminario San Francisco de Sales de Milwaukee, donde obtuvo un Bachillerato en Bellas Artes, Psicología y Teología. 
Luego fue a Italia para licenciarse en Teología por la Pontificia Universidad Gregoriana de Roma.
También asistió al Pontificio Colegio Norteamericano.
A su regreso fue ordenado sacerdote el día 9 de julio de 1982, para la diócesis de La Crosse, por el entonces obispo monseñor Frederick William Freking.
Inició su ministerio como vicario cooperador de las parroquias "St. Patrick" en Onalaska (1982), "Our Lady of Peace" en Marshfìeld (1983), fue capellán asesor del Columbus High School y Párroco de "St. Stephen" en Chili (1985).
Posteriormente en 1988 marchó hacia Bolivia y allí llegó a la arquidiócesis de Santa Cruz de la Sierra como sacerdote-misionero Fidei Donum.
En ella se desempeñó como vicario cooperador de la Parroquia La Santa Cruz (1988-1989); responsable de la Pastoral Vocacional (1989-2000); párroco de Santa Cruz (2000); secretario ejecutivo de la Comisión del Sínodo Arquidiocesano (1997-2001); vicario episcopal de la Vicaria de San Lorenzo (1997-2003); vicario general de la arquidiócesis (2003-2012) y hasta hoy en día es el responsable de la formación de los nuevos sacerdotes.
El 31 de octubre de 2012 Su Santidad el Papa Benedicto XVI le nombró obispo auxiliar de la arquidiócesis de Cochabamba y obispo titular de la antigua Sede de Forum Popilii.
Recibió la consagración episcopal el 17 de enero de 2013, a manos del entonces arzobispo metropolitano "monseñor" Tito Solari Capellari actuando como consagrante principal y como co-consagrantes tuvo al coadjutor de Santa Cruz de la Sierra "monseñor" Sergio Alfredo Gualberti, al nuncio apostólico en el país "monseñor" Giambattista Diquattro y al obispo de La Crosse "monseñor" William Patrick Callahan.
Actualmente el día 4 de noviembre de 2016, ha sido nombrado por el Papa Francisco como nuevo obispo de la diócesis de San Ignacio de Velasco.